# Doppiaggio pubblicitario
Il doppiaggio pubblicitario è quell'ambito specifico di utilizzo delle voci per scopi di carattere promozionale. Sarà quindi utilizzato un doppiatore che, fuori dal campo visivo, leggerà un testo appositamente realizzato per la promozione del prodotto/servizio oggetto della pubblicità.
Il doppiaggio pubblicitario è sostanzialmente differente da quello cine/televisivo poiché diverse sono le finalità interpretative, in pubblicità tutta la recitazione è rivolta a veicolare un messaggio promozionale in favore di uno specifico prodotto anche quando apparentemente la scena non vi ha attinenza, mentre nel doppiaggio cinematografico e televisivo l'interpretazione degli attori (e dei doppiatori che prestano loro la voce) è volta al racconto della trama.
La particolarità del doppiaggio pubblicitario è che richiede grande versatilità da parte degli interpreti che hanno a disposizione tempi molti ridotti (si pensi che la durata massima di un messaggio pubblicitario è di trenta secondi e che uno dei tagli molto in uso è quello da quindici secondi) e dunque devono riuscire a veicolare ogni "emozione" prevista dagli autori in battute di pochissimi secondi.
Come altri settori della cinematografia contano associazioni che garantendo la professionalità degli aderenti raggruppano registi, montatori, costumisti e scenografi etc, l'evoluzione di questa particolare attività del doppiaggio ha reso necessaria la creazione di un riferimento che garantisse agli operatori pubblicitari la professionalità dei doppiatori specializzati; per questa ragione nel 1981 è stata fondata l'Associazione Doppiatori Attori Pubblicitari (ADAP) che raggruppa i principali artisti italiani di questo particolare settore.
I doppiatori pubblicitari, o speaker pubblicitari, sono attori o speaker radiofonici che creano, con la loro voce, ambientazioni ed atmosfere, danno informazioni o semplicemente recitano slogan. Un doppiatore pubblicitario realizza la propria opera professionale registrando la propria voce, che sarà poi utilizzata per la realizzazione di uno spot pubblicitario che sarà trasmesso sia in radio che in televisione o anche al cinema, negli spazi promozionali che precedono la proiezione dei film.
Il classico spot trasmesso alla televisione, alla radio, al cinema, sul web o nei centri commerciali viene progettato dai creativi dalle agenzie pubblicitarie e prodotto in appositi studi di registrazione, attraverso sofisticate attrezzature audio, fonici competenti e preparati, e il talento vocale dei doppiatori pubblicitari.
Categoria separata e decisamente differente per stile dal doppiatore cinematografico richiede un analogo percorso formativo che include lo studio della recitazione e della dizione, infatti molti dei più affermati professionisti del settore provengono dalle scuole o accademie di teatro.
I doppiatori pubblicitari operano anche come speaker, soprattutto in ambito relativo a telepromozioni e/o televendite. Spesso la voce di un doppiatore pubblicitario la si potrà ascoltare anche come voce di un documentario, come narratore di audiolibri o produzioni simili, come voce guida di audioguide museali.